# Харачойский водопад
Харачойский водопад — гидрологический памятник природы, расположенный в Веденском районе Чечни на северо-западной окраине горного селения Харачой. В известняковой пещере располагается источник со значительным дебитом. Вода течёт по неглубокой канавке, промытой в плотном известняке. В народе водопад называется «Девичья коса». Рядом с источником расположен памятник известному абреку Зелимхану Харачоевскому.
С 2006 года имеет статус особо охраняемой природной территории республиканского значения.